# Вале Фреда-Валварина (Рим)
Вале Фреда-Валварина је насеље у Италији у округу Рим, региону Лацио.
Према процени из 2011. у насељу је живело 31 становника. Насеље се налази на надморској висини од 364 м.